# 舍米伊
舍米伊（法語：Chemilly，法語發音：[ʃəmiji]）是法国阿列省的一个市镇，属于穆兰区。

## 地理
舍米伊（46°29'17"N, 3°18'53"E）面积16.94 平方千米，位于法国奥弗涅-罗讷-阿尔卑斯大区阿列省，该省份为法国中部省份，北起涅夫勒省、西北接谢尔省，西南至克勒兹省，南至多姆山省，东南临卢瓦尔省，东临索恩-卢瓦尔省。
与舍米伊接壤的市镇（或旧市镇、城区）包括：阿列河畔贝赛、贝松、布雷奈、布雷索勒、沙泰勒德讷夫尔、阿列河畔土伦、欧特里沃堡。

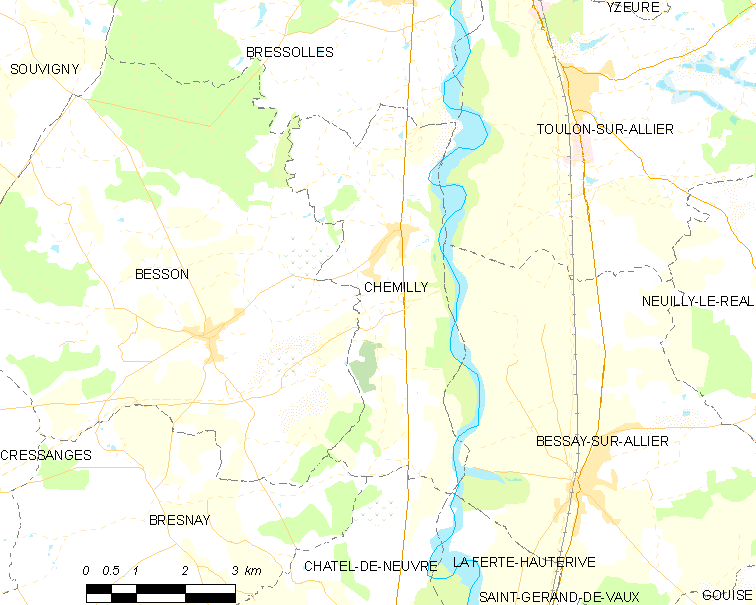
舍米伊的OSM定位图

舍米伊的时区为UTC+01:00、UTC+02:00（夏令时）。

## 行政
舍米伊的邮政编码为03210，INSEE市镇编码为03073。

## 政治
舍米伊所属的省级选区为苏维尼县。

## 人口

1962-2008年间舍米伊人口变化图示

舍米伊于2022年1月1日时的人口数量为588人。